# Wei (stat)
Wei (魏国, Wèiguó) var en historisk stat i Kina under Zhoudynastin och existerade från år 403 f.Kr. till 225 f.Kr.. Weis territorium var mellersta delen dagens Shanxi och sydöstra  Shaanxi och efter en senare expansion även västra delen av Shandong och delar av Henan.
Wei bildades formellt efter att riket Jin år 403 f.Kr. officiellt delades i rikena Han, Wei och Zhao. Under tiden för De stridande staterna erövrades Wei år 225 f.Kr. av Qin under Qins föreningskrig.